# 하퍼콜린스
하퍼콜린스(영어: HarperCollins)는 영국의 출판사이며, 뉴스 코퍼레이션의 자회사이다. 영국의 윌리엄 콜린스, 선스 (William Collins, Sons)와 미국의 하퍼 & 로 (Harper & Row)가 함께 뉴스 코퍼레이션에 인수되면서 합병해 탄생했다. 각종 인쇄물 출판을 하고 있으며, 사전 콜린스 영어사전 (Collins English Dictionary)도 유명하다.